# Tomocyrba decollata
Tomocyrba decollata là một loài nhện trong họ Salticidae.
Loài này thuộc chi Tomocyrba. Tomocyrba decollata được Eugène Simon miêu tả năm 1900.